# Maid (série télévisée)
Maid est une mini-série américaine en dix épisodes d'environ 55 minutes créée par Molly Smith Metzler et diffusée le 1er octobre 2021 sur Netflix. Il s'agit de l'adaptation des mémoires Maid: Hard Work, Low Pay, and a Mother's Will to Survive de Stephanie Land.

## Synopsis
Fuyant une relation violente, Alex, une jeune mère devient femme de ménage et se bat pour subvenir aux besoins de sa fille Maddy, dans l'espoir d'un avenir meilleur.

## Distribution

### Personnages principaux
- Margaret Qualley (VF : Kelly Marot) : Alexandra « Alex » Russell
- Nick Robinson (VF : Jim Redler) : Sean Boyd
- Anika Noni Rose (VF : Annie Milon) : Regina, la riche cliente d'Alex
- Tracy Vilar (VF : Coco Noel) : Yolanda, la patronne d'Alex
- Billy Burke (VF : Arnaud Arbessier) : Hank Russell, le père d'Alex
- Andie MacDowell (VF : Rafaèle Moutier) : Paula Langley, la mère d'Alex

### Personnages secondaires
- Rylea Nevaeh Whittet (VF : Mila Pointet) : Maddy Boyd, la fille d'Alex et Sean
- Raymond Ablack (VF : Benjamin Pascal) : Nate, une connaissance du passé d'Alex
- Xavier De Guzman (VF : Anatole Yun) : Ethan, le meilleur ami de Sean
- BJ Harrison (VF : Maïk Darah) : Denise, la femme qui dirige le refuge pour violences domestiques
- Aimee Carrero (VF : Ludivine Maffren) : Danielle, la jeune femme séjournant dans le même refuge qu'Alex
- Mozhan Marnò (VF : Juliette Degenne) : Tara, l'avocate d'Alex
- Théodore Pellerin (VF : Julien Debuys) : Wayne, le jeune homme du site de rencontres

## Production

### Fiche technique
- Titre original : Maid
- Création : Molly Smith Metzler
- Casting : Rachel Tenner
- Réalisation : John Wells, Helen Shaver, Nzingha Stewart, Lila Neugebauer, Quyen Tran
- Scénario : Molly Smith Metzler, Bekah Brunstetter, Marcus Gardley, Colin McKenna et Michelle Denise Jackson, d'après les mémoires Maid: Hard Work, Low Pay, and a Mother's Will to Survive de Stephanie Land
- Musique : Christopher Stracey et Este Haim
- Direction artistique : Sean Carvajal
- Costumes : Lyn Paolo et Lorraine Carson
- Photographie : Guy Godfree, Vincent De Paula et Quyen Tran
- Production : Colin McKenna, Terri Murphy et Bonnie R. Benwick
  - Production exécutive : Margot Robbie, Tom Ackerley, Molly Smith Metzler, John Wells, Brett Hedblom, Erin Jontown, Stephanie Land
- Sociétés de production : John Wells Productions, Warner Bros. Television et LuckyChap Entertainment
- Société de distribution : Netflix
- Pays de production :  États-Unis
- Langue originale : anglais
- Format : couleur
- Genre : drame
- Durée : 47–60 minutes
- Classification : interdit aux moins de 16 ans

### Tournage
Le tournage débute le 28 septembre 2020 et se termine le 9 avril 2021, à Victoria, au Canada.

## Épisodes
1. L'Appel des sirènes (Dollar Store)
2. Les Petits Poneys (Ponies)
3. Du verre dépoli par les flots (Sea Glass)
4. Le Prix du cachemire (Cashmere)
5. Les Enfances volées (Thief)
6. M (M)
7. Un poney nommé Désir (String Cheese)
8. La Chasse à l'ours (Bear Hunt)
9. Bleu Ciel (Sky Blue)
10. En un claquement de doigts (Snaps)

## Accueil
La série reçoit des critiques très positives. Sur le site agrégateur de critiques Rotten Tomatoes, elle recueille 97 % de critiques positives, avec une note moyenne de 8.3/10 sur la base de 33 critiques collectées.